# James Cox (horloger)
James Cox (environ 1723-1800) est un horloger, inventeur et entrepreneur britannique du XVIIIe siècle. Il est reconnu pour ses inventions d’automates horlogers et son commerce international.

## Biographie
En 1760, James Cox crée l'horloge à mouvement perpétuel en collaboration avec Jean-Joseph Merlin. Il travailla avec et employa de nombreux orfèvres et horlogers pour réaliser ses œuvres.
À la suite de ses succès à l’étranger, il devient un entrepreneur et approvisionna les marchés du Moyen-Orient et de l’Extrême-Orient dont la cour de l’empereur chinois Qianlong.
James Cox établit aussi son propre musée de l’horlogerie.

## Œuvres importantes
- Le Cygne d'argent
- L'Horloge Paon (musée de l'Ermitage, Saint-Pétersbourg)